# 김남희 (1978년)
김남희(金南希, 1978년 2월 22일~)는 대한민국의 정치인, 법조인, 교수이다. 제22대 국회의원이다.
참여연대에서 복지조세팀장을 맡았으며 서울대학교 법학전문대학원 교수를 지냈다. 2023년 6월, 더불어민주당 김은경 혁신위원회의 혁신위원으로 임명되었다.
제22대 국회의원 선거를 앞두고 광명시 을 선거구에 출마를 선언했으며 더불어민주당 경선을 통해 양기대 후보를 제치고 공천을 받았다. 본 선거 결과 59.56%의 득표율을 기록하면서 제22대 국회의원으로 당선되었다.

## 학력
- 서울창신국민학교 전학
- 서울고명국민학교 졸업
- 명일여자중학교 졸업
- 한영외국어고등학교 영어과 졸업
- 서울대학교 법과대학 법학 학사
- 템플 대학교 대학원 법학 석사
- 서울대학교 법학전문대학원 법학 박사

## 경력
- 제42회 사법시험 합격
- 제32기 사법연수원 수료
- 법무법인 태평양 변호사
- 참여연대 복지조세팀장 및 변호사
- 서울대학교 법학전문대학원 임상교수
- 더불어민주당 혁신위원회 위원 겸 대변인
- 동국대학교 사회복지학과 강사
- 보건복지정책연구원 정책위원
- 2024년 4월 10일: 대한민국 제22대 국회의원 선거 당선(경기 광명시 을, 더불어민주당, 초선)
- 2024년 5월~: 더불어민주당 경기도당 광명시 을 지역위원회 위원장
- 2024년 5월~2025년 6월: 더불어민주당 원내부대표
- 2024년 8월~: 더불어민주당 경기도당 수석부위원장
- 2024년 10월~: 더불어민주당 경기도당 여성위원장
- 2024년 11월~2025년 8월: 더불어민주당 이재명 당대표 사회특보단 복지특보
- 2025년 3월~: 더불어민주당 경기도당 기본사회위원회 수석부위원장
- 2025년 4월~: 더불어민주당 연금개혁특별위원회 간사
- 2025년 6월~2025년 8월: 국정기획위원회 사회1분과 위원
- 2025년 8월~: 더불어민주당 사법개혁특별위원회 위원

### 의정 활동
- 2024년 5월 30일~: 제22대 국회의원(경기 광명시 을, 더불어민주당, 초선)
  - 2024년 6월~: 제22대 국회 전반기 보건복지위원회 위원
  - 2024년 6월~: 제22대 국회 전반기 여성가족위원회 위원
  - 2024년 12월~2024년 12월: 제22대 국회 헌법재판소 재판관(마은혁·정계선·조한창) 선출에 관한 인사청문 특별위원회 위원
  - 2025년 3월~: 제22대 국회 연금개혁 특별위원회 위원

## 역대 선거 결과
| 실시년도 | 선거   | 대수 | 직책     | 선거구         | 정당         | 득표수   | 득표율          | 순위 | 당락 | 비고 |
| -------- | ------ | ---- | -------- | -------------- | ------------ | -------- | --------------- | ---- | ---- | ---- |
| 2024년   | 총선   | 22대 | 국회의원 | 경기 광명시 을 | 더불어민주당 | 52,455표 | \| \| 59.56% \| | 1위  |      | 초선 |
|          | 59.56% |      |          |                |              |          |                 |      |      |      |

## 소속 정당
| 소속 정당 | 소속 정당    | 소속 기간 | 비고      |
| --------- | ------------ | --------- | --------- |
|           | 더불어민주당 | 2024~현재 | 정계 입문 |

## 같이 보기
- 광명시 을
- 광명시의 국회의원